# Giovanni Riccioli
Giovanni Battista Riccioli (Ferrara, 17 de abril de 1598-Bolonia, 25 de junio de 1671), fue un astrónomo jesuita italiano. Se le considera un pionero en la astronomía lunar.

## Biografía
Riccioli entró en la Compañía de Jesús en 1614. Realizó estudios de retórica, filosofía y teología en Parma y en Bolonia, al tiempo que iniciaba sus estudios en astronomía.
Su obra Almagestum Novum (1651) constituye uno de los primeros libros de astronomía modernos. Su capítulo concerniente a la Luna contiene dos grandes mapas, uno de los cuales muestra por primera vez los efectos de las libraciones, a la vez que introduce una nueva nomenclatura lunar. Se trata del primer mapa que utilizó nombres de científicos o personalidades prominentes para identificar las montañas o los cráteres, en vez de usar nombres de conceptos abstractos. Casi todos los nombres introducidos por Riccioli se encuentran vigentes. Una copia de su mapa lunar se reproduce en la entrada a la exposición lunar del Instituto Smithsoniano.
Por su distribución, la orden de los jesuitas contaba con observatorios astronómicos que hacían posible la obtención de información de distintos lugares del mundo, tan distantes como Sudamérica, África, China, Japón e India, lo que permitía a sus astrónomos la obtención de datos de eclipses solares y lunares, como también el tránsito de Venus. Esto dio la posibilidad a Riccioli de confeccionar una tabla con 2700 objetos selenográficos, incomparablemente más precisa que ninguna otra realizada hasta entonces.
Riccioli realizó también mediciones para refinar los datos astronómicos existentes, tales como el radio terrestre; compiló catálogos de estrellas, describió las manchas solares, el movimiento de una estrella doble, y las bandas coloreadas de Júpiter.
Es conocido por ser la primera persona en medir la tasa de aceleración de un cuerpo cayendo libremente.

## Obra
- Almagestum Novum. 1651
- Geographiae et hydrographiae reformatae libri. 1661
- Astronomia reformata. 1665
- Chronologia reformata. 1669
- Tabula latitudinum et longitudinum. 1689

## Reconocimientos
- El cráter lunar Riccioli lleva este nombre en su honor.[2]